# Picota de Vila Nogueira de Azeitão
La picota de Vila Nogueira de Azeitão se sitúa en Vila Nogueira de Azeitão, municipio de Setúbal, y tiene una esfera armilar de hierro.

## Historia
Esta picota (en portugués, pelourinho) inicialmente estaba en Vila Fresca de Azeitão, cuando se creó el municipio de Azeitão. Más tarde, la sede del municipio se trasladó a Vila Nogueira de Azeitão y la picota se trasladó también, quedando en Vila Nogueira hasta hoy.
La picota que se puede ver en el Rossio de la villa (actual Plaza de la República) es una reconstrucción de la segunda mitad del siglo XX.
Está clasificado como Inmueble de Interés Público desde 1933.